# Sîngereii Noi
Sîngereii Noi es una localidad de Moldavia en el distrito (raión) de Sîngerei.

## Geografía
Se encuentra a una altitud de 163 m s. n. m. a 135 km de la capital nacional, Chisináu.

## Demografía
En el censo 2014 el total de población de la localidad fue de 5122 habitantes.